# Medzibrodie nad Oravou
Medzibrodie nad Oravou (en allemand : Bachbrunn), est une commune du district de Dolný Kubín, dans la région de Žilina, en Slovaquie.

## Histoire
La première mention écrite de la localité date de 1408.

## Démographie

### Évolution de la population
| Année:               | 1994. | 2004.   | 2014.    | 2024.    |
| -------------------- | ----- | ------- | -------- | -------- |
| Nombre de personnes: | 416   | 438     | 503      | 626      |
| Différence:          |       | +5,28 % | +14,84 % | +24,45 % |

| Année:               | 2023. | 2024.   |
| -------------------- | ----- | ------- |
| Nombre de personnes: | 610   | 626     |
| Différence:          |       | +2,62 % |